# U Sports (pallavolo femminile)
Lo U Sports è il massimo campionato universitario del Canada di pallavolo femminile, posto sotto l'egida della U Sports.

## Albo d'oro
| Dal 1970 al 2002 la competizione è denominata CIAU |                  |                  |                  |
| 1970 Dettagli                                      | Calgary          |                  |                  |
| 1971 Dettagli                                      | Manitoba         |                  |                  |
| 1972 Dettagli                                      | Western Ontario  |                  |                  |
| 1973 Dettagli                                      | British Columbia |                  |                  |
| 1974 Dettagli                                      | British Columbia |                  |                  |
| 1975 Dettagli                                      | Western Ontario  |                  |                  |
| 1976 Dettagli                                      | Western Ontario  |                  |                  |
| 1977 Dettagli                                      | British Columbia |                  |                  |
| 1978 Dettagli                                      | British Columbia |                  |                  |
| 1979 Dettagli                                      | Saskatchewan     |                  |                  |
| 1980 Dettagli                                      | Saskatchewan     |                  |                  |
| 1981 Dettagli                                      | Saskatchewan     |                  |                  |
| 1982 Dettagli                                      | Dalhousie        |                  |                  |
| 1983 Dettagli                                      | Winnipeg         |                  |                  |
| 1984 Dettagli                                      | Winnipeg         |                  |                  |
| 1985 Dettagli                                      | Winnipeg         |                  |                  |
| 1986 Dettagli                                      | Winnipeg         |                  |                  |
| 1987 Dettagli                                      | Winnipeg         |                  |                  |
| 1988 Dettagli                                      | Winnipeg         |                  |                  |
| 1989 Dettagli                                      | Calgary          |                  |                  |
| 1990 Dettagli                                      | Manitoba         |                  |                  |
| 1991 Dettagli                                      | Manitoba         |                  |                  |
| 1992 Dettagli                                      | Manitoba         |                  |                  |
| 1993 Dettagli                                      | Winnipeg         |                  |                  |
| 1994 Dettagli                                      | Calgary          |                  |                  |
| 1995 Dettagli                                      | Alberta          |                  |                  |
| 1996 Dettagli                                      | Alberta          |                  |                  |
| 1997 Dettagli                                      | Alberta          |                  |                  |
| 1998 Dettagli                                      | Alberta          |                  |                  |
| 1999 Dettagli                                      | Alberta          |                  |                  |
| 2000 Dettagli                                      | Alberta          |                  |                  |
| 2001 Dettagli                                      | Manitoba         |                  |                  |
| 2002 Dettagli                                      | Manitoba         |                  |                  |
| Dal 2003 al 2016 la competizione è denominata CIS  |                  |                  |                  |
| 2003 Dettagli                                      | Sherbrooke       |                  |                  |
| 2004 Dettagli                                      | Calgary          |                  |                  |
| 2005 Dettagli                                      | Sherbrooke       |                  |                  |
| 2006 Dettagli                                      | Laval            |                  |                  |
| 2007 Dettagli                                      | Alberta          |                  |                  |
| 2008 Dettagli                                      | British Columbia |                  |                  |
| 2009 Dettagli                                      | British Columbia |                  |                  |
| 2010 Dettagli                                      | British Columbia | Manitoba         | Laval            |
| 2011 Dettagli                                      | British Columbia | Laval            | Trinity Western  |
| 2012 Dettagli                                      | British Columbia | Alberta          | McGill           |
| 2013 Dettagli                                      | British Columbia | Alberta          | Trinity Western  |
| 2014 Dettagli                                      | Manitoba         | British Columbia | Laval            |
| 2015 Dettagli                                      | Trinity Western  | Alberta          | Montréal         |
| 2016 Dettagli                                      | Toronto          | Trinity Western  | UBC Okanagan     |
| Dal 2017 la competizione è denominata U Sports     |                  |                  |                  |
| 2017 Dettagli                                      | British Columbia | Alberta          | Trinity Western  |
| 2018 Dettagli                                      | Ryerson          | Alberta          | British Columbia |
| 2019 Dettagli                                      | British Columbia | Ryerson          | Alberta          |
| 2020 Dettagli                                      | Non terminato    | Non terminato    | Non terminato    |
| 2021                                               | Non disputato    | Non disputato    | Non disputato    |
| 2022 Dettagli                                      | Trinity Western  | Mount Royal      | Alberta          |
| 2023 Dettagli                                      | British Columbia | Trinity Western  | Dalhousie        |

## Palmarès
| Squadra              | Titolo | Stagione                                                                     |
| -------------------- | ------ | ---------------------------------------------------------------------------- |
| British Columbia     | 13     | 1973, 1974, 1977, 1978, 2008, 2009, 2010, 2011, 2012, 2013, 2017, 2019, 2023 |
| Alberta              | 7      | 1995, 1996, 1997, 1998, 1999, 2000, 2007                                     |
| Manitoba             | 7      | 1971, 1990, 1991, 1992, 2001, 2002, 2014                                     |
| Winnipeg             | 6      | 1983, 1984, 1985, 1986, 1987, 1988                                           |
| Calgary              | 4      | 1970, 1989, 1994, 2004                                                       |
| Western Ontario      | 3      | 1972, 1975, 1976                                                             |
| Saskatchewan         | 3      | 1979, 1980, 1981                                                             |
| Sherbrooke           | 2      | 2003, 2005                                                                   |
| Trinity Western      | 2      | 2015, 2022                                                                   |
| Dalhousie            | 1      | 1982                                                                         |
| Laval                | 1      | 2006                                                                         |
| Toronto              | 1      | 2016                                                                         |
| Toronto Metropolitan | 1      | 2018                                                                         |